# Earl Hilliard
Earl Frederick Hilliard (Birmingham, 9 aprile 1942) è un politico statunitense, membro della Camera dei Rappresentanti per lo stato dell'Alabama dal 1993 al 2003.

## Biografia
Membro del Partito Democratico, Hilliard viene eletto alla Camera dei Rappresentanti nel 1993 dopo aver servito nella legislatura statale dell'Alabama.
E'stato deputato al Congresso per un totale di cinque mandati e nel 2000 affronta delle primarie molto competitive contro l'avvocato Artur Davis. Nel 2002 Hilliard si ricandida per un sesto mandato e anche questa volta fronteggia Davis nelle primarie democratiche. In questa occasione però Hilliard viene sconfitto da Davis, che fu viene poi eletto deputato al suo posto.
Durante la permanenza alla Camera Hilliard è stato membro del Congressional Black Caucus.